# Suludere, Hüyük
Suludere là một xã thuộc huyện Hüyük, tỉnh Konya, Thổ Nhĩ Kỳ. Dân số thời điểm năm 2011 là 720 người.